# Amphoe Don Tan
Amphoe Don Tan (Thai อำเภอดอนตาล) ist der südlichste Landkreis (Amphoe – Verwaltungs-Distrikt) der  Provinz Mukdahan. Die Provinz Mukdahan liegt im östlichen Teil der Nordost-Region von Thailand, dem so genannten Isan.

## Geographie
Benachbarte Landkreise und Gebiete sind (von Südosten im Uhrzeigersinn): die Amphoe Chanuman in der Provinz Amnat Charoen, Amphoe Loeng Nok Tha in der Provinz Yasothon, sowie die Amphoe Nikhom Kham Soi und Mueang Mukdahan der Provinz Mukdahan. 
Nach Osten auf dem anderen Ufer des Mekong liegt die Provinz Savannakhet von Laos.
Der wichtigste Fluss des Landkreises ist der Mekong.

## Geschichte
Ursprünglich war Don Tan ein Tambon („Unterbezirk“ oder „Gemeinde“) des Landkreises Mueang Mukdahan in der Provinz Nakhon Phanom. 1963 wurde Don Tan zu einem „Zweigkreis“ (King Amphoe), 
1974 zu einem Amphoe heraufgestuft.
Als 1982 die neue Provinz Mukdahan geschaffen wurde, war Don Tan einer der Landkreise, aus denen die neue Provinz ursprünglich bestand.

## Verwaltung

### Provinzverwaltung
Der Landkreis Don Tan ist in sieben Tambon („Unterbezirke“ oder „Gemeinden“) eingeteilt, die sich weiter in 63 Muban („Dörfer“) unterteilen.
| Nr. | Name      | Thai    | Muban | Einw. |
| --- | --------- | ------- | ----- | ----- |
| 01. | Don Tan   | ดอนตาล  | 12    | 7.037 |
| 02. | Pho Sai   | โพธิ์ไทร  | 07    | 4.676 |
| 03. | Pa Rai    | ป่าไร่    | 11    | 9.043 |
| 04. | Lao Mi    | เหล่าหมี  | 10    | 6.809 |
| 05. | Ban Bak   | บ้านบาก  | 07    | 5.648 |
| 06. | Na Sameng | นาสะเม็ง | 09    | 7.260 |
| 07. | Ban Kaeng | บ้านแก้ง  | 07    | 2.919 |

### Lokalverwaltung
Es gibt drei Kommunen mit „Kleinstadt“-Status (Thesaban Tambon) im Landkreis:
- Don Tan (Thai: เทศบาลตำบลดอนตาล) besteht aus Teilen des Tambon Don Tan.
- Ban Kaeng (Thai: เทศบาลตำบลบ้านแก้ง) besteht aus dem gesamten Tambon Ban Kaeng.
- Don Tan Pha Suk (Thai: เทศบาลตำบลดอนตาลผาสุก) besteht aus den übrigen Teilen des Tambon Don Tan.

Außerdem gibt es fünf „Tambon-Verwaltungsorganisationen“ (องค์การบริหารส่วนตำบล – Tambon Administrative Organizations, TAO):
- Pho Sai (Thai: องค์การบริหารส่วนตำบลโพธิ์ไทร)
- Pa Rai (Thai: องค์การบริหารส่วนตำบลป่าไร่)
- Lao Mi (Thai: องค์การบริหารส่วนตำบลเหล่าหมี)
- Ban Bak (Thai: องค์การบริหารส่วนตำบลบ้านบาก)
- Na Sameng (Thai: องค์การบริหารส่วนตำบลนาสะเม็ง)